# Maximiliano Andreatta
Maximiliano Andreatta (Resistencia, Provincia de Chaco, 21 de diciembre de 1998) es un baloncestista profesional argentino que se desempeña como pívot. Actualmente es jugador del Amics del Bàsquet Castelló de la Segunda FEB de España.

## Trayectoria

### Juvenil
Andreatta comenzó a practicar el baloncesto en el Regatas Resistencia, pasando luego al Regatas Corrientes. En ese club jugó la Liga de Desarrollo, viendo acción con el primer equipo al menos en 5 ocasiones entre 2015 y 2017.
A mediados de 2017 se instaló en los EE. UU. para competir en el circuito local de baloncesto universitario. Sus temporadas como freshman y sophomore la disputó con los Harcum College Bears, un equipo de la NJCAA. Su temporada como junior, en cambio, fue en las filas de los Gannon Golden Knights, el equipo de la Universidad Gannon, miembro de la División II de la NCAA. Allí promedió 2,8 puntos y 2 rebotes en 18 encuentros.

### Profesional
En 2020 el baloncestista se incorporó a San Martín de Corrientes, asegurándose un contrato por dos temporadas como ficha sub-23. Al concluir esa experiencia, en agosto de 2022, se sumó a las filas del Comunicaciones de Mercedes, donde sólo disputó 5 partidos oficiales antes de ser desvinculado del plantel. 
Tras varios meses de inactividad, en septiembre de 2023 se anunció su incorporación al Córdoba CB de la Liga EBA de España. Culminada la temporada, pasó a las filas del CBI Elche de la Tercera FEB.
En julio de 2025 se anunció su incorporación al Amics del Bàsquet Castelló de la Segunda FEB.

### Clubes
| Club                       | País      | Año           |
| -------------------------- | --------- | ------------- |
| Regatas Corrientes         | Argentina | 2015 - 2017   |
| San Martín de Corrientes   | Argentina | 2020 - 2022   |
| Comunicaciones de Mercedes | Argentina | 2022          |
| Córdoba CB                 | España    | 2023-2024     |
| CBI Elche                  | España    | 2024-2025     |
| Amics del Bàsquet Castelló | España    | 2025-presente |

## Selección nacional
Andreatta formó parte de los seleccionados juveniles de baloncesto de Argentina, llegando a participar del Campeonato Sudamericano de Baloncesto Sub-17 de 2015, del Torneo Albert Schweitzer y del Campeonato FIBA Américas Sub-18 de 2016, y del Campeonato Mundial de Baloncesto Sub-19 de 2017.